# Bizantyńska Malta
Malta (gr. Μελέτης trb. Melétēs) była rządzona przez Cesarstwo Bizantyńskie od czasu zajęcia Sycylii przez Bizancjum w latach 535–536, aż do 869–870, kiedy wyspa została zajęta przez Arabów. Dowody na trzy wieki panowania Bizancjum na Malcie są bardzo ograniczone, a czasami niejednoznaczne. Historycy przypuszczają, że bizantyńska Malta była narażona na te same zjawiska, które miały wpływ na środkową część Morza Śródziemnego, a mianowicie znaczny napływ greckich osadników i ich kultury, zmiany administracyjne spowodowane reorganizacją Sycylii na wzór bizantyńskich temów, i znaczną aktywnością morską na Morzu Śródziemnym po powstaniu islamu.
Źródła bizantyjskie są skąpe na wyspach maltańskich, chociaż kilka zapisów grupuje je jako Gaudomelete (gr. Γαυδομελέτη, Gaudomelétē), jest to termin, który po raz pierwszy pojawia się w pseudoepigraficznych Dziejach Piotra i Pawła(s.76). Wyspy były miejscem zesłań i banicji. Wraz z ekspansją muzułmanów w Afryce Północnej, Malta przekształciła się z bazy wojskowej i placówki handlowej łączącej Sycylię i inne posiadłości bizantyjskie na półwyspie Apenińskim z egzarchatem Kartaginy, w odległego satelitę i posterunek strażniczy bizantyńskiej prowincji Sycylii.
Historycy doszli do wniosku, że Malta odgrywała ograniczoną rolę strategiczną w Cesarstwie Bizantyńskim. Późniejszy podbój arabski doprowadził do całkowitego zerwania połączenia ery bizantyjskiej z okresami późniejszymi. Chociaż istnieją badania na temat rzekomego przetrwania wpływów bizantyńskich i chrześcijan, skąpość dowodów sugeruje słabe argumenty za trwałym dziedzictwem bizantyńskim na Malcie.

## Tło
Najwcześniejsze wzmianki o Malcie z tej epoki są skąpe i zwykle pochodzą z fragmentów odnoszących się do Sycylii. Z fragmentu Victora Vitensisa, biskupa Wity historycy wnioskują, że pod koniec V wieku wyspy maltańskie zostały podbite przez Wandalów z ich królestwa w Afryce Północnej, a następnie przekazane ostrogotyckiemu królowi Odoakrowi. Historycy przypuszczają, że Malta pozostawała w rękach Wandalów od około 455 do 476, a następnie została przyznana Odoakrowi jako hołd, z kolei przypadła Teodorykowi po klęsce Odoakra w 493.
Nie ma żadnych dowodów na istnienie biskupa Malty przed rokiem 553, ani żadnej wzmianki o obecności biskupa maltańskiego uczestniczącego w jakimkolwiek soborze w afrykańskim królestwie Wandalów. Ponieważ jednak z Afryki nie zachowały się żadne listy biskupów, historycy nie są w stanie ocenić, czy Malta miała biskupa i czy wyspy na tym wczesnym etapie stanowiły część Kościoła afrykańskiego.
Malta cierpi na brak uwagi w źródłach bizantyjskich, co przekłada się na długotrwałe przekonanie wśród historyków, że archipelag leżał na obrzeżu strategicznych, politycznych i wojskowych interesów Cesarstwa Bizantyńskiego. Pogląd ten został obalony dopiero w ostatnich latach wraz z postępem maltańskiej archeologii. Analiza ceramiki ujawniła, że Bizantyńczycy nadal, aż do IX wieku wysyłali flotę do zachodniej części Morza Śródziemnego, co potwierdza, że Malta była strategiczną odskocznią w systemie obronnym wokół Afryki Północnej, Sycylii i Balearów. Malta – wraz z Sardynią i Balearami – choć okazjonalnie napadana przez arabskie siły morskie, zapewniła Bizantyńczykom dobrą bazę strategiczną w środkowej i zachodniej części Morza Śródziemnego, umożliwiając im utrzymanie obecności gospodarczej i wojskowej.
Rodzaj handlu z wyspami maltańskimi nie miał wyłącznie charakteru militarnego. Lokalne elity polityczne zaopatrywane były także w towary ze wschodniej części Morza Śródziemnego. Sygillograficzne dowody wskazują, że do elit maltańskich należeli archontes, biskupi i członkowie wspólnot kościelnych. Żywotność handlowa wysp odzwierciedlająca ich strategiczne położenie na Morzu Śródziemnym oraz stopień autonomii, który prawdopodobnie umożliwiał elitom stworzyć pomost nad przepaścią między muzułmańską Afryką a „bizantyńskimi Włochami”. Elity maltańskie przyjęły aktywną postawę i zaangażowały się w wymianę polityczną i handlową ze społecznościami muzułmańskimi w Afryce Północnej – co zostało potwierdzone znaleziskami monet Umajjadów na wyspach oraz znaleziskiem pieczęci należącej do Niketasa – archonta i drungariosa Malty – w Tunezji.

## Wczesne źródła bizantyjskie na Malcie

### Okres Justyniana

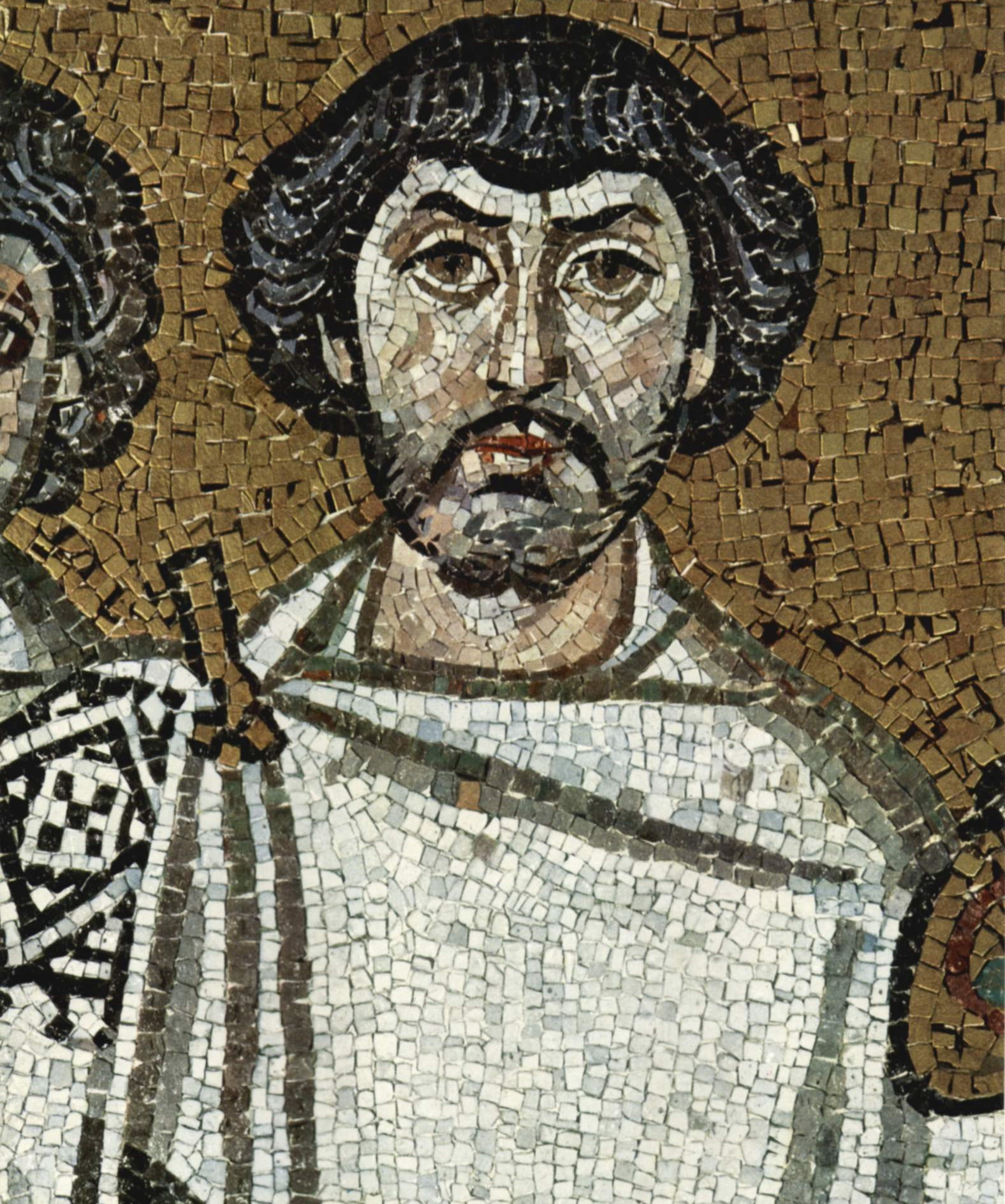
Członek orszaku cesarza Justyniana I na mozaice w bazylice San Vitale w Rawennie, który zwykle utożsamiany jest z Belizariuszem

Jedną z najwcześniejszych wzmianek o wyspach maltańskich można znaleźć na liście dotacji dokonanych przez cesarza Konstantyna I na początku IV wieku, która obejmuje darowiznę na rzecz baptysterium laterańskiego massy z dochodami w wysokości 222 solidi, co najwyraźniej było położone na wyspie Gozo. Jednak pierwsza właściwa wzmianka o średniowiecznej Malcie w kontekście wschodniego imperium rzymskiego znajduje się w Bellum Vandalicum Prokopiusza szczegółowo opisującym kampanię bizantyńską w Afryce Północnej. Bizantyński generał Belizariusz jest opisany jako „dotykający” Malty w 533, kiedy rzymskie siły ekspedycyjne płynęły z Kaukany do Afryki Północnej. Jednakże użyty grecki czasownik może oznaczać „dotarł” lub „zbliżył się”. W tym samym fragmencie Prokopius opisuje Maltę jako oddzielającą Adriatyk od morza Tyrreńskiego, co wskazuje, że wyspy mogły leżeć na granicy morskiej oddzielającej sferę Wandalów i Bizancjum. Fragment ten nie mówi, że Belizariusz podbił wyspy, ani że wyspy maltańskie były już w rękach Bizancjum. W rzeczywistości Malta nie jest uwzględniona w Synecdmusie Hieroklesa, który zawiera szczegółową listę miast należących do Cesarstwa w roku 527/8.
Malta prawdopodobnie przeszła w ręce Bizantyńczyków mniej więcej w czasie podboju Sycylii w 535. Kolejny cytat z Prokopiusa Bellum Gothicum opisujący wojnę z ostrogockim królestwem Włoch, sugeruje, że Malta stanowiła część Cesarstwa do 544, chociaż nie wspomina konkretnie o wyspach. Ostatnia wzmianka u Prokopiusa dotycząca Malty odnosi się do roku 550, a dotyczy podróży Artabanesa na Sycylię. Mianowany magister militum per Thracias Artabanes został wysłany w celu zastąpienia sędziwego senatora Liberiusza jako dowódcy wyprawy udającej się na Sycylię, która niedawno została opanowana przez króla Ostrogotów Totilę. Artabanesowi nie udało się dogonić wyprawy przed wypłynięciem na Sycylię, a jego własna flota została wyparta i rozproszona przez silne sztormy na Morzu Jońskim, sam Artabanes nieoczekiwanie uratował się, lądując na Malcie. Chociaż istnieją sugestie, że Artabanes zamiast na Maltę dotarł do Meledy, zarówno tradycja rękopisu, jak i prawdopodobieństwo geograficzne przemawiają na korzyść Malty.
Inne źródła na Malcie z okresu dynastii Justynianów są ograniczone i zawierają niewiele szczegółów na temat historii wysp. Pisarz z VI wieku Arator opisał Maltę jako statio, port, do którego zawijały statki, chociaż użył tego określenia w odniesieniu do św. Pawła na wyspach (Dz, 27:39–44), i nie należy go wykorzystywać do wnioskowania o morskim statusie Malty, chociaż wzmianki o portach Malty i Gozo można znaleźć w późniejszych tekstach arabskich.

### Biskupi Malty
W roku 553 Julianus, biskup Malty (łac.: Iulianus episcopus Melitensis) jest wspomniany w Constitutum de Tribus Capitulis papieża Wigiliusza, jednakże mogą istnieć pewne niejasności co do imienia i związku z Maltą ze względu na niespójności imion w różnych rękopisach. Pierwsza wzmianka o biskupie Malty pojawia się w trzech listach papieża Grzegorza I, w których papież zwrócił się w 592 do biskupa Malty Lucillusa z prośbą o to, aby duchowni maltańscy posiadający ziemie należące do Kościoła afrykańskiego zapłacili należny od nich podatek. Historycy przypuszczają, że ziemie te znajdowały się na Malcie, a ich związek z Kościołem afrykańskim można powiązać z panowaniem Wandalów w poprzednim stuleciu. W drugim liście, z października 598 zwraca się do biskupa Syrakuz o usunięcie Lucillusa za bliżej nieokreślone przestępstwo i ukaranie jego wspólników poprzez umieszczenie ich w klasztorach i pozbawienie ich zaszczytów. Sformułowanie o degradacji żołnierzy sugeruje, że Malta posiadała wówczas garnizon wojskowy. Papież Grzegorz zwraca się następnie do biskupa Syrakuz, aby poinstruował clerus i  populus o wyborze nowego biskupa. W trzecim liście, datowanym we wrześniu lub październiku 599 papież prosi Romana, defensor Siciliae, o dopilnowanie, aby Lucillus i jego syn przekazali majątek odebrany Kościołowi nowemu biskupowi Traianusowi. Chociaż wydaje się, że nie ma wystarczających dowodów, aby tak wcześnie uznać Maltę za sufragańskie biskupstwo Syrakuz, listy wydają się ujawniać bliskie powiązania kościelne i administracyjne pomiędzy stolicą maltańską a biskupstwem Syrakuz. Malta mogła być podobnie powiązana ze świecką administracją Sycylii, jak sugeruje cywilna lista geograficzna sporządzona przez Grzegorza z Cypru około 603–606.

### Bizantyńscy wygnańcy na Malcie
Jak wynika z fragmentów dwóch historyków, Malta była miejscem wygnań. W Historia syntomos patriarcha Nicefor szczegółowo opisuje, jak cesarz Herakliusz wysłał Teodora, magister według rangi, na wyspę Gaudomelete, nakazując dux tego miejsca, aby ten ostatni amputował Teodorowi jedną stopę po przybyciu. To pokazuje, że przed 637, rokiem buntu, który doprowadził do wygnania Jana Athalarichosa i Teodora, Malta mogła być rządzona przez oficerów wojskowych, podobnie jak Sycylia i Włochy. Kronikarz Teofanes opisuje, jak w roku 790 cesarz Konstantyn VI ukarał przywódców buntu w temie Armeńskiej piętnując ich twarze i zsyłając przywódców na Sycylię i „inne wyspy”.

## Administracja

### Rząd cywilny
Znaleziono pieczęć datowaną na VIII wiek, należącą do Nicetasa, archonta i drungariosa z Malty (gr. + Νικήτᾀ δρονγγ'[αρίῳ]ς [καὶ] ἄρχοντ[ ι] Μελέτ᾿[ης], + Nikētas dronggariōs kaì árkhonti Melétēs), z czego niektórzy historycy wnioskują, iż Malta mogła być rządzona przez wysokiego rangą urzędnika marynarki wojennej, dowodzącego małą flotą. Inni historycy wyszli poza tę analizę, twierdząc, że Malta była bazą ważnej eskadry morskiej znajdującej się pod bezpośrednią kontrolą cesarską, a nie lokalną. Jednakże uważa się, że brak dowodów i źródeł, a także bliskie historyczne powiązania między Sycylią a Maltą przemawiają zarówno przeciwko istnieniu takiej struktury zarządzającej Maltą , a także istnieniu ważnej bizantyńskiej bazy morskiej na wyspach. Można jednak postawić tezę, że bizantyński urzędnik był zarówno dowódcą armii lądowej drongos, który przejął także rolę archonta, czyli cywilnego gubernatora miasta.
Niedawne wykopaliska rzuciły więcej światła na rolę Malty jako punkt handlowy, a regionalne siły polityczne miały na Malcie w VIII wieku żywotne interesy. Wyspy postrzegano jako terytorium w jakiś sposób uprzywilejowane, działające jako pomost między Afryką Północną a południowymi Włochami. Malta była w stanie importować duże ilości towarów z odległych regionów oraz miała powiązania z bizantyńskimi i arabskimi sieciami handlowymi. Miasta, takie jak Melite, były stosunkowo zamożne, potężne politycznie i miały dostęp do różnych importowanych towarów, podczas gdy obszary peryferyjne, takie jak Safi, miały dostęp do większej liczby podstawowej kultury materialnej.

### Rząd kościelny
Historycy twierdzą, że przeniesienie diecezji sycylijskich z patriarchatu Rzymu do Konstantynopola i podniesienie Syrakuz do statusu metropolitalnego, zaciemniają organizację kościelną Malty w tym okresie. Żaden biskup Malty nie pojawił się na rzymskich synodach ani na soborach ekumenicznych na Wschodzie w VII, VIII czy IX wieku. Maltański biskup imieniem Manas mógł uczestniczyć w VIII Soborze Ekumenicznym, który odbył się w Konstantynopolu w latach 869–870 i jest utożsamiany z biskupem maltańskim przetrzymywanym przez Aghlabidów w niewoli w Palermo w 878. Jednakże w aktach soboru nie wskazano żadnego biskupa maltańskiego, co sprawia, że identyfikacja historyków jest nieuzasadniona.
W co najmniej siedmiu notitiae biskupstwo Malty jest klasyfikowane jako biskupstwo podlegające stolicy metropolitalnej w Syrakuzach lub należące do prowincji Sycylia. Notitia X i Notita III wyraźnie wspominają o protopopach mianowanych dla Melite w XII i XIII wieku, a Notitia X wymienia z imienia jednego – Nikolaosa, i jego żonę Milo. Fiorini i Vella zauważają, że czasami bizantyńską praktyką było mianowanie protopopa (gr. πρτωπαπάς) do wolnych diecezji, a autorzy postrzegają to jako dowód ciągłości bizantyjskiej hierarchii kościelnej, choć w okrojonej formie, w okresie panowania muzułmańskiego; chrześcijański biskup (gr. ἐπίσκοπος, epískopos) znaleziony na wyspie po jej podboju przez Rogera II z Sycylii był prawdopodobnie właściwie takim protopopems.83–84.

#### Bazylika bizantyjska w Tas-Silġ

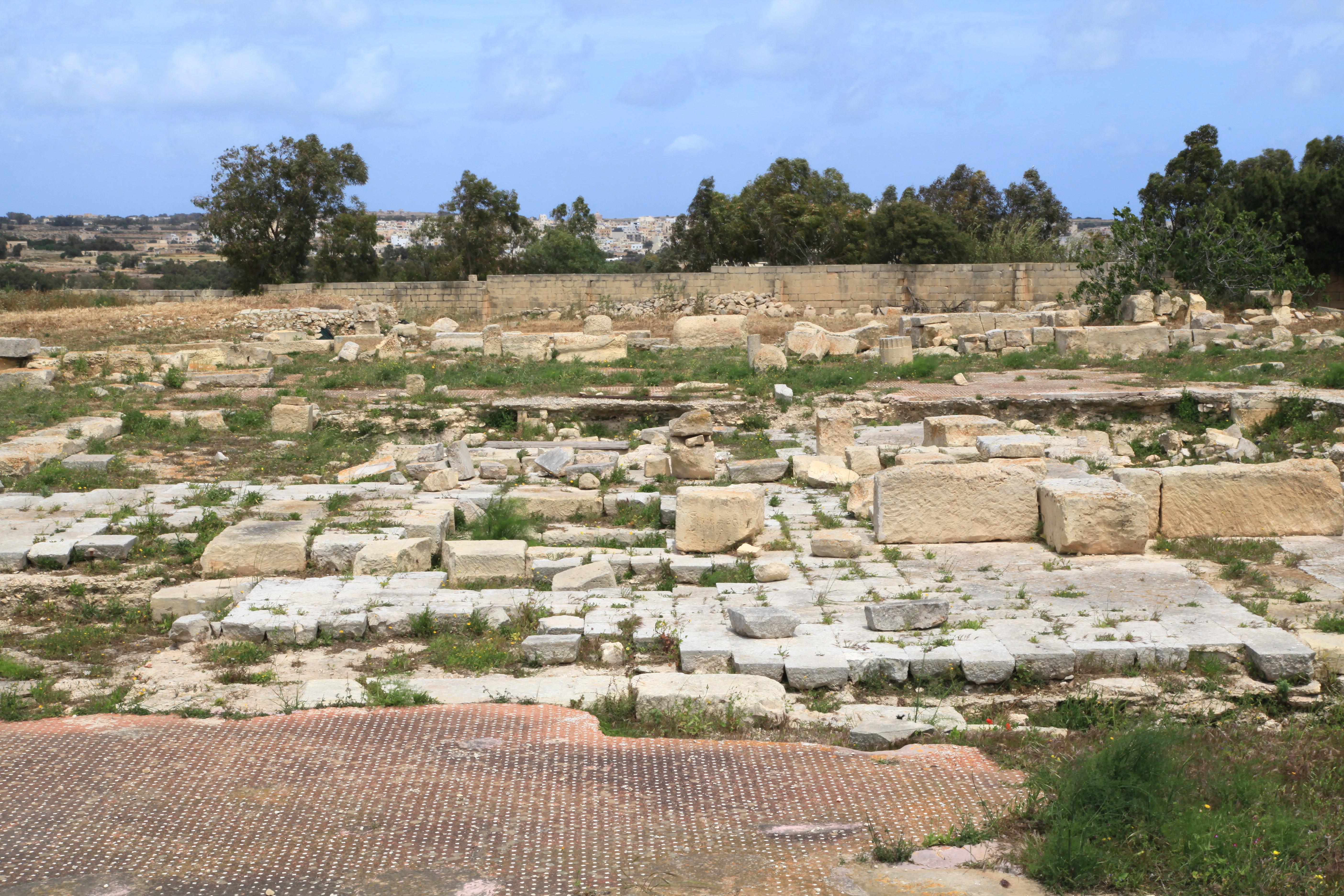
Pozostałości bazyliki bizantyjskiej w Tas-Silġ.

Hellenistyczna świątynia w miejscu wielookresowego sanktuarium w Tas-Silġ, pomiędzy Żejtun a Marsaxlokk, została przekształcona w chrześcijańską bazylikę. Bazylikę zbudowano na portykowym dziedzińcu świątyni, który został zadaszony. Kwadratowy budynek miał trzy nawy z absydą przy wschodnim krańcu. Prehistoryczną megalityczną świątynię ponownie wykorzystano jako baptysterium, a chrzcielnica została umieszczona pośrodku starożytnej budowli. Kościół, a przynajmniej jego konstrukcja, był użytkowany aż do VIII-IX wieku. Wokół części założenia wzniesiono mur obronny z co najmniej jedną wieżą, prawdopodobnie w odpowiedzi na zagrożenie arabskie. W odpływie chrzcielnicy znaleziono ponad dwieście monet bizantyńskich z połowy IV wieku, okresu reform Justyniana (538–539) oraz złotą monetę datowaną na czasy Konstantyna IV.

## Kultura
Styl architektoniczny i artystyczny dominujący na Malcie nie był stylem właściwym Konstantynopola, ale raczej bizantyńskim stylem Sycylii. Odkryto ceramikę z charakterystycznymi znacznikami amphorae typu Otranto, które dodatkowo świadczą o bliskich związkach między Maltą a południowymi Włochami. Liczba greckich inskrypcji znalezionych na Malcie i Gozo skłania historyków do przypuszczenia, że hellenizacja nastąpiła w sposób podobny do procesu obserwowanego na Sycylii. Inskrypcje i katakumby, w których najczęściej je znajdowano, datowane są zwykle na okres od III do V wieku.
Bazylika w Tas-Silġ została rozbudowana, zmodyfikowana i ponownie wykorzystana, aby objąć ufortyfikowaną osadę połączoną z niżej położonym portem Marsaxlokk. Ceramiczne pozostałości z Tas-Silġ z okresu od VI do IX wieku stanowią dowód na to, że port i osada miały na przestrzeni wieków powiązania z różnymi częściami Morza Śródziemnego. Jest to również potwierdzone przez znaleziska amfory spatheion w Grand Harbour, późnorzymskich amfor w Marsascali i innych pozostałości w Ta’ Xbiex, Manoel Island, Sliema Creek i Mistra Bay. Liczba pozostałości prowadzi historyków do wniosku, że w czasach bizantyjskich wykorzystywanie portów maltańskie były powszechne.
W 1768 odnaleziono 260 późnorzymskich amfor północnoafrykańskich ułożonych w stertę w magazynie w Kortin, z czego dwadzieścia cztery miały graffiti o charakterze religijnym. Biorąc pod uwagę odległość od głównego miasta historycy zakładają, że te magazyny wykorzystywano do redystrybucji do innych portów w środkowej części Morza Śródziemnego. Duże ilości ceramiki z epoki bizantyńskiej znaleziono także na cyplu Kortin w Marsie, ze śladami pożaru, co doprowadziło archeologów do przypuszczenia, że budynki i nabrzeże zostały opuszczone pod koniec VIII lub na początku IX wieku, a datę ustalono na podstawie obecności na miejscu amfor kulistych. Obecność wcześniejszej ceramiki na tym samym poziomie może wskazywać na wcześniejsze porzucenie tego miejsca.
Magazyny w porcie wewnętrznym w Marsie zostały opuszczone wcześniej niż te w Kortinie z powodu zamulenia, przy czym nie znaleziono żadnych śladów ich użytkowania do V lub VI wieku. Z powodu zamulenia główna działalność morska prawdopodobnie skupiła się w rejonie Kortiny, co potwierdza szereg późniejszych miejsc pochówku.
Inne pozostałości pochówków powiązane z epoką bizantyńską to spora liczba katakumb, w tym katakumby św. Pawła, kompleks hipogealny Abbatija Tad-Dejr i Tal-Barrani.

## Podbój muzułmański

Strategiczne położenie Malty pomiędzy Cesarstwem Bizantyjskim (kolor brązowy) a Emiratem Aghlabidzkim w Ifriqiya (kolor zielony), ok. 867.

Wraz z utratą bizantyńskiego egzarchatu Afryki, a w końcu utratą Sycylii, Malta znalazła się w coraz bardziej podzielonym politycznie regionie Morza Śródziemnego. Malta utraciła swoją pozycję między Morzem Egejskim a Afryką Północną, kiedy Cesarstwo Bizantyńskie utraciło afrykańskie prowincje produkujące zboże. Wyspy doświadczyły mniej korzystnej sytuacji gospodarczej, opuszczenia głównego portu i magazynów w Marsie, a także najazdów arabskich. Doprowadziło to do zmniejszenia możliwości przeładunku towarów przez Maltę i świadczenia usług morskich.

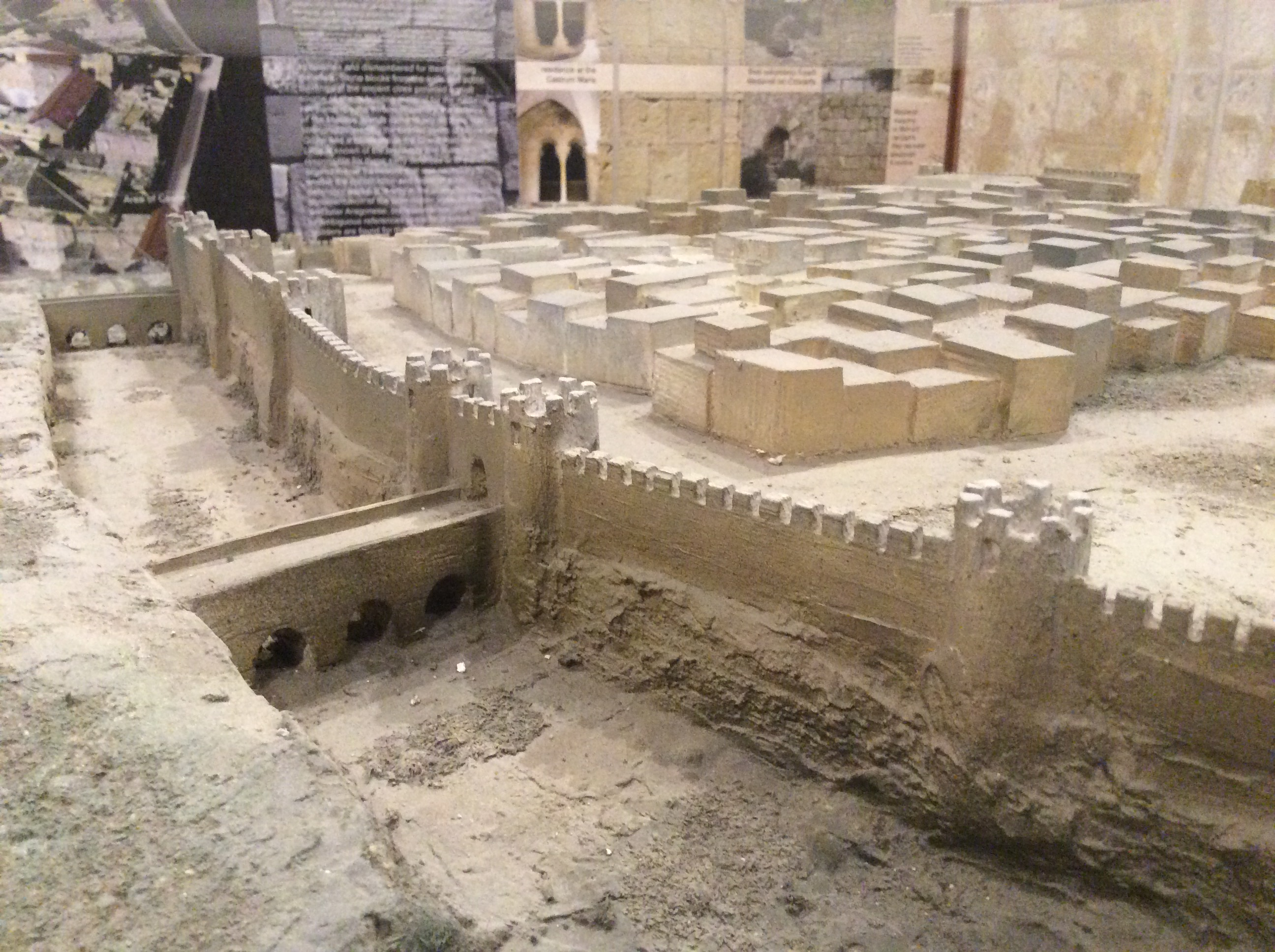
Możliwa rekonstrukcja rzymskich murów Melite.

To nowe rozdrobnienie geopolityczne znalazło odzwierciedlenie w rozwoju sytuacji na Malcie, gdzie w VIII i IX wieku osady wiejskie zostały wyludnione lub uległy poważnemu upadkowi, a miejsca pochówku na wyspach zostały porzucone, co oznaczało porzucenie otwartych przestrzeni na obszarach wiejskich i przybrzeżnych oraz przejście do ufortyfikowanych centrów. Główny ośrodek miejski wyspy, Melite, uległ w tym okresie poważnym modyfikacjom, obejmującym m.in. wzmocnienie fortyfikacji i dodanie twierdzy w obrębie miasta.
Od drugiej połowy VII wieku w środkowej części Morza Śródziemnego aktywnie działali muzułmańscy korsarze. Choć strategiczne położenie Malty sprawiało, że Malta znajdowała się pod coraz większą presją, nie ma żadnych wzmianek o najazdach na Maltę sprzed IX wieku. W kronikach Ibn al-Asira w latach 835–836 znajduje się wzmianka o prawdopodobnym najeździe na Maltę, mówiąca, że Abu Iqal z dynastii Aghlabidów przygotował wyprawę, która zaatakowała wyspy w pobliżu Sycylii i zdobyła wielkie łupy. Ten atak jest zwykle uważany za nic innego jak nalot zwiadowczy, ponieważ historycy uważają, że atak był zbyt wczesny, aby umożliwić ostateczny podbój Malty. Wszystkie źródła greckie i arabskie zgadzają się, że podbój Malty nastąpił później.

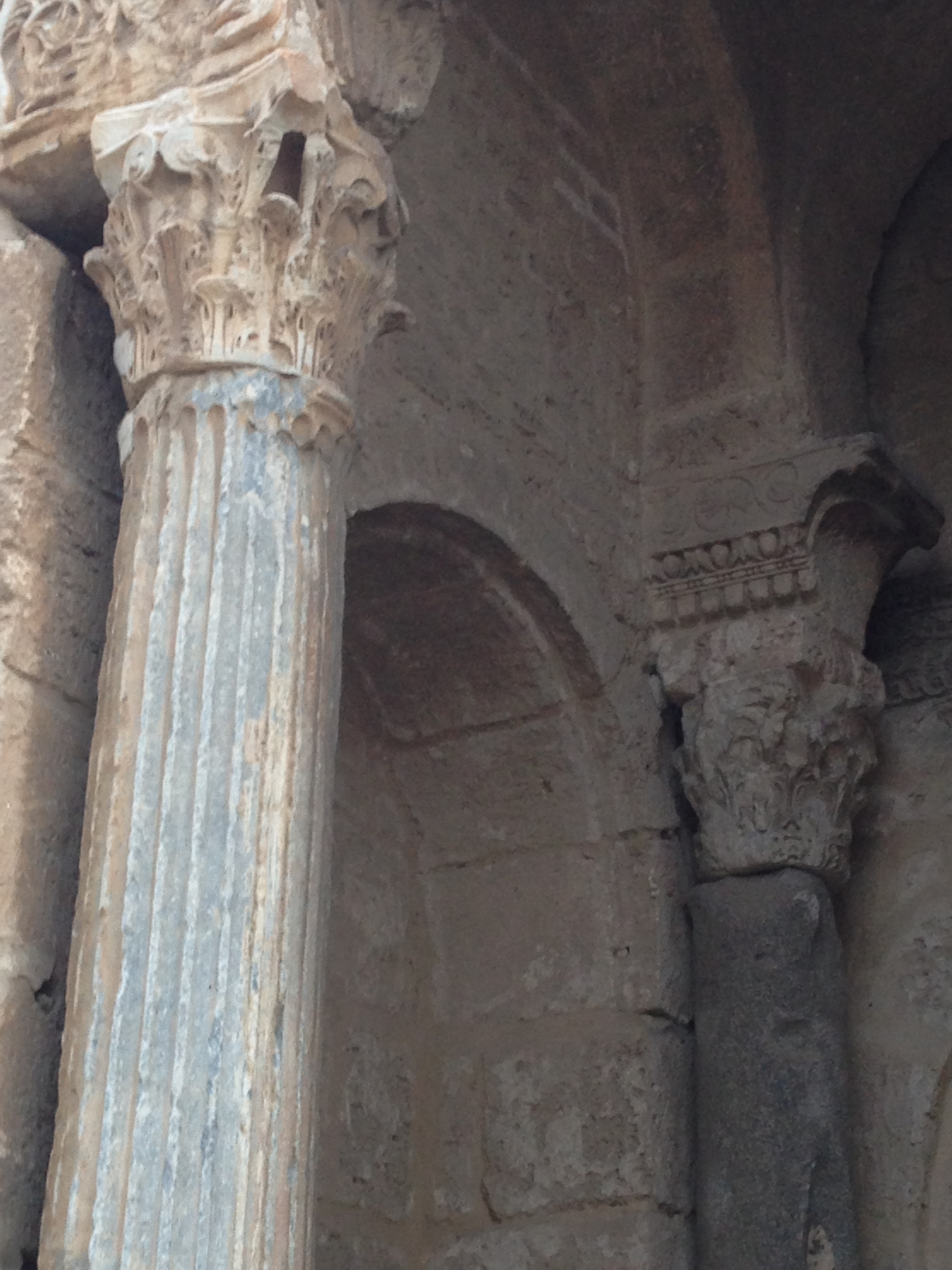
Marmur i kolumny znalezione w ribacie w Susie zostały wywiezione z Malty w 870.

Ze wszystkich wysp wokół Sycylii Malta jako ostatnia pozostała w rękach Bizancjum. W 869 zaatakowała ją flota pod dowództwem Ahmada ibn Umara ibn Ubaydallaha ibn al-Aghlaba al-Habashiego. Bizantyńczycy, otrzymawszy posiłki w odpowiednim czasie, początkowo skutecznie stawiali opór, ale w 870 Mahomet wysłał na wyspę flotę z Sycylii, a stolica Melite upadła 29 sierpnia 870. Lokalny gubernator został schwytany, miasto splądrowane – według doniesień Ahmad al-Habashi zabrał ze sobą marmurowe kolumny z miejscowej katedry, aby ozdobić swój pałac – a jego fortyfikacje zrównano z ziemią. Upadek Malty miał ważne konsekwencje dla obrony tego, co pozostało z bizantyńskiej Sycylii: mając Reggio di Calabria, a teraz Maltę w swoich rękach, muzułmanie zakończyli okrążanie Sycylii i mogli z łatwością zabronić wszelkiej pomocy wysyłanej ze wschodu.
Ibn Chaldun podaje, że podbój Malty przez Aghlabidów miał miejsce już w roku 868. Ibn al-Chatib datuje podbój Malty i schwytanie jej „króla” pomiędzy 11 lutego a 12 marca 875, podczas gdy Al-Nuwayri odnosi się do tego samego ogólnego okresu, nie podając konkretnej daty. Ibn al-Asir wspomina, że w latach 869–870 emir Sycylii wysłał armię na Maltę, gdy wyspa była oblegana przez Bizantyńczyków, którzy następnie uciekli. Datę tę potwierdza także grecka kronika z Cassano w Kalabrii, mówiąca, że wyspa Melite poddała się 29 sierpnia 870. Ta data jest ponownie potwierdzona w innym źródle arabskim, Kitab al-’Uyun, które mówi, że Malta została podbita przez Abdallaha I i podaje datę podboju na trzy dni przed Ramadanem 256 roku hidżry, czyli 28 sierpnia 870. Historycy wyjaśniają niewielką rozbieżność wynikającą z niepewności w obserwacjach księżyca odnoszących się do kalendarza muzułmańskiego.
Oblężenie Melite (współczesna Mdina) było początkowo prowadzone przez Halafa al-Hādima, znanego inżyniera, ale został on zabity i zastąpiony przez Sawādę Ibn Muḥammada. Miasto wytrzymywało oblężenie przez kilka tygodni lub miesięcy, ale ostatecznie wpadło w ręce najeźdźców, a jego mieszkańcy zostali wymordowani, a miasto splądrowane. Jednakże Ibn al-Asir stwierdza, że w 870 Malta była już kolonią muzułmańską i że okupowana przez Arabów wyspa była oblegana przez flotę bizantyńską. Po wysłaniu sił pomocniczych z muzułmańskiej Sycylii, Bizantyńczycy wycofali się bez walki 29 sierpnia 870. Niektórzy historycy przypuszczają, że miejscowa ludność stanęła po stronie floty bizantyńskiej, łamiąc wcześniejsze przymierze z władcami arabskimi, w związku z czym muzułmanie wzięli odwet, uwięzili biskupa i zniszczyli kościoły na wyspach.
Użycie marmuru z kościołów Melite w ribacie w Susie potwierdza inskrypcja, która tłumaczy się jako:

Każda wycięta płyta, każda marmurowa kolumna w tym forcie została przywieziona z kościoła Malty przez Ḥabaši ibn ’Umara w nadziei, że zasłuży na aprobatę i życzliwość Allaha Potężnego i Chwalebnego. (tłum. własne)

### Bizantyńska próba odbicia Malty
Chociaż al-Himyarī twierdzi, że po oblężeniu Malta pozostała „niezamieszkaną ruiną” i została ponownie zaludniona dopiero w latach 1048–49, dowody archeologiczne sugerują, że Mdina była kwitnącą osadą muzułmańską już na początku XI wieku. Bizantyńczycy oblegali tę nową osadę w 1053–54 „z wieloma statkami i w wielkiej liczbie”. Mieszkańcy Mdiny prosili o ułaskawienie, ale odmówiono im. Muzułmanów nie było wielu, a przewagę liczebną stanowili niewolnicy. Muzułmanie zaoferowali niewolnikom wolność i niewolnicy zgodzili się na te warunki. Najeźdźcy rozpoczęli atak następnego dnia, ale po kilku walkach zostali odparci „i uciekli pokonani, nie oglądając się za siebie”, a większość bizantyjskich statków została zniszczona w ataku. Historycy nie mogą potwierdzić, czy ten atak był próbą odbicia wysp i założenia bazy morskiej, czy też był to karny atak na piratów, którzy mogli działać z wysp. Po tym wydarzeniu Bizantyńczycy nigdy więcej nie próbowali zaatakować Malty.

„Rûm [Bizantyńczycy] zaatakowali ją [Maltę] po roku 440 [1048/49 n.e.], prowadzili wojnę z [mieszkańcami] i żądali od nich bogactw i kobiet […] A muzułmanie zebrali się i policzyli, i liczba ich niewolników przewyższała liczbę wolnych [...] Powiedzieli więc swoim niewolnikom: „Walczcie z nami; a jeśli wygracie, będziecie wolni i to, co mamy, będzie również wasze; jeśli się na to nie zgodzicie, zostaniemy zabici i wy też”; […] A kiedy Rûmowie wystąpili, [muzułmanie i niewolnicy] jak jeden człowiek zaatakowali wroga; i Bóg pomógł im, tak że pokonali i wymordowali wielką liczbę Rûmów. Niewolnicy zostali podniesieni do poziomu wolnych ludzi; ich [wspólna] siła stała się bardzo duża i po tym wydarzeniu Rûmowie nigdy więcej ich nie zaatakowali”. – Al-Kazwini (tłum. własne)